# Scotorythra macrosoma
Scotorythra macrosoma är en fjärilsart som beskrevs av Edward Meyrick 1899. Scotorythra macrosoma ingår i släktet Scotorythra och familjen mätare. Inga underarter finns listade.